# Арабские приключения (фильм)
«Арабские приключения» (англ. Arabian Adventure) — фэнтезийный фильм режиссёра Кевина Коннора, снятый в 1979 году. Не путать с двухсерийным мини-сериалом «Арабские приключения» 2000 года.

## Сюжет
Городом Джадур жестоко правит злой волшебник халиф Альказар. При помощи зеркала Луны, в котором заключена его душа, чародей узнаёт о том, что происходит вокруг. Однако для полного всемогущества халифу не хватает розы Элиля. В это время в город приезжает принц Хасан, который наслышан о красоте приёмной дочери Альказара Зулейры.
Волшебник даёт юноше ковёр-самолёт, но в попутчики даёт ему соглядатая Хасима. Но в последний момент к ним присоединяется мальчик Маджид, которому помогает принцесса джиннов Вахишта.
Когда путешественники прибывают на остров Элиль, то им приходится столкнуться с разнообразными препятствиями: коварными джиннами, кузнецом, управляющим механическими монстрами и болотом, где путников хватают руки. Маджиду удаётся добыть розу, однако в этот момент Хасим убивает Хасана и с розой пытается улететь к Альказару. Однако в последний момент ручная обезьянка мальчика отнимает у мошенника цветок. Маджид обращается к Вахиште за помощью, и та оживляет принца. Помимо этого она объясняет странникам силу розы Элиля, которая в том числе способна перенести их обратно к Джадур.
Здесь Хасан возглавляет повстанцев и нападает на дворец халифа. Роза Элиля помогает им превратить обычные ковры в летающие. Но и Альказар способен на подобное, в итоге между восставшими и приспешниками волшебника разворачивается настоящий воздушный бой. Хасану и Маджиду удаётся проникнуть в место, где хранится зеркало Луны, и освободить душу чародея. Альказар погибает, и ликующий народ объявляет принца халифом Джадура. Юноша и Зулейра наконец-то соединяются.

## В ролях
- Кристофер Ли — халиф Альказар
- Майло О’Ши — Хасим
- Оливер Тобиас — принц Хасан
- Эмма Сэммс — принцесса Зулейра
- Пунит Сира — Маджид
- Питер Кушинг — Вазир Аль Вузара
- Капучине — Вахишта
- Микки Руни — Даад Эль Шур
- Джон Уайман — Бахлул
- Джон Ратценбергер — Ахмед
- Шейн Риммер — Абу
- Хэл Галили — Асаф
- Арт Малик — Махмуд
- Милтон Рид — джинн
- Элизабет Уэлч — нищая женщина
- Сюзанн Даниэль — танцовщица
- Джейкоб Уиткин — ювелир Омар

## Награды
- 1979 год. Номинации на Премию «Сатурн» в следующих категориях:
  - лучший актёр (Кристофер Ли)
  - лучший фильм-фэнтези
  - лучшая музыка